# Sablia montium
Sablia montium là một loài bướm đêm trong họ Noctuidae.